# Widawciszki (gmina Dukszty)
Widawciszki (lit. Vydautiškės) − wieś na Litwie, w rejonie wileńskim, 3 km na północny wschód od Duksztów, zamieszkana przez 5 ludzi. 

## Historia
W dwudziestoleciu międzywojennym leżały w Polsce, w województwie wileńskim, w powiecie wileńsko-trockim, w gminie Mejszagoła.
Po II wojnie światowej w granicach Związku Sowieckiego. Od 1991 na niepodległej Litwie.